# USS Mississippi (BB-41)
USS Mississippi byla druhá loď třídy New Mexico. Pojmenována byla v souladu s doktrínou USA po jednom z amerických států, konkrétně po 22 státě - Mississippi. Měla dvě sesterské lodě New Mexico a Idaho.

## Stavba
Kýl byl položen v loděnicích Newport News Shipbuilding & Dry Dock Company v Newport News ve státě Virginie 5. dubna 1915. Na vodu byla spuštěna 25. ledna 1917 a americké námořnictvo si ji převzalo 18. prosince 1917. Fakticky byla dokončena a převzata dříve než první jednotka třídy USS New Mexico.

## Pohon a pancéřování
Pohon zabezpečovalo 9 kotlů Babcock & Wilcox pohánějící 4 turbíny, které na rozdíl od první jednotky New Mexico poháněly přímo čtyři lodní šrouby s výsledným výkonem 27 500 hp. Maximální rychlost lodi byla 21 uzlů.
Boční pancéřový pás byl silný 279 - 203 mm. Paluba byla chráněna 152,5 - 76,2 mm pásem. Hlavní dělostřelectvo bylo uloženo ve věžích o síle pancíře 457 - 228 mm, sekundární dělostřelectvo mělo pancéřování 152 - 76 mm.

## Výzbroj
Hlavní výzbroj se skládala z dvanácti děl ráže 365 mm (14 "/50 cal.) ve čtyřech trojhlavňových věžích (dvě vpředu, dvě vzadu). Pomocnou výzbroj tvořilo 22 děl ráže 127 mm (5 "/ 51) uložených v kasematech po 11 na každé straně. V průběhu krátkého času bylo odstraněno 8 děl z nejnižších kasemat, protože se tato pomocná výzbroj ukázala jako neefektivní (použitelná pouze při klidném moři). Ve třicátých letech bylo přidáno 8 děl ráže 127 mm (5 "/ 25 cal.). Loď nesla dva 533 mm torpédomety.

## Služba

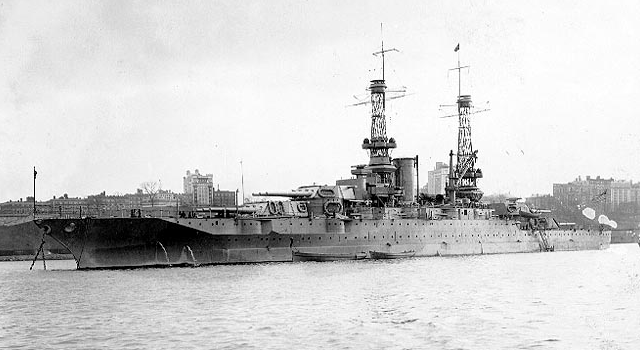
Mississippi zakotvená v New York City roku 1919

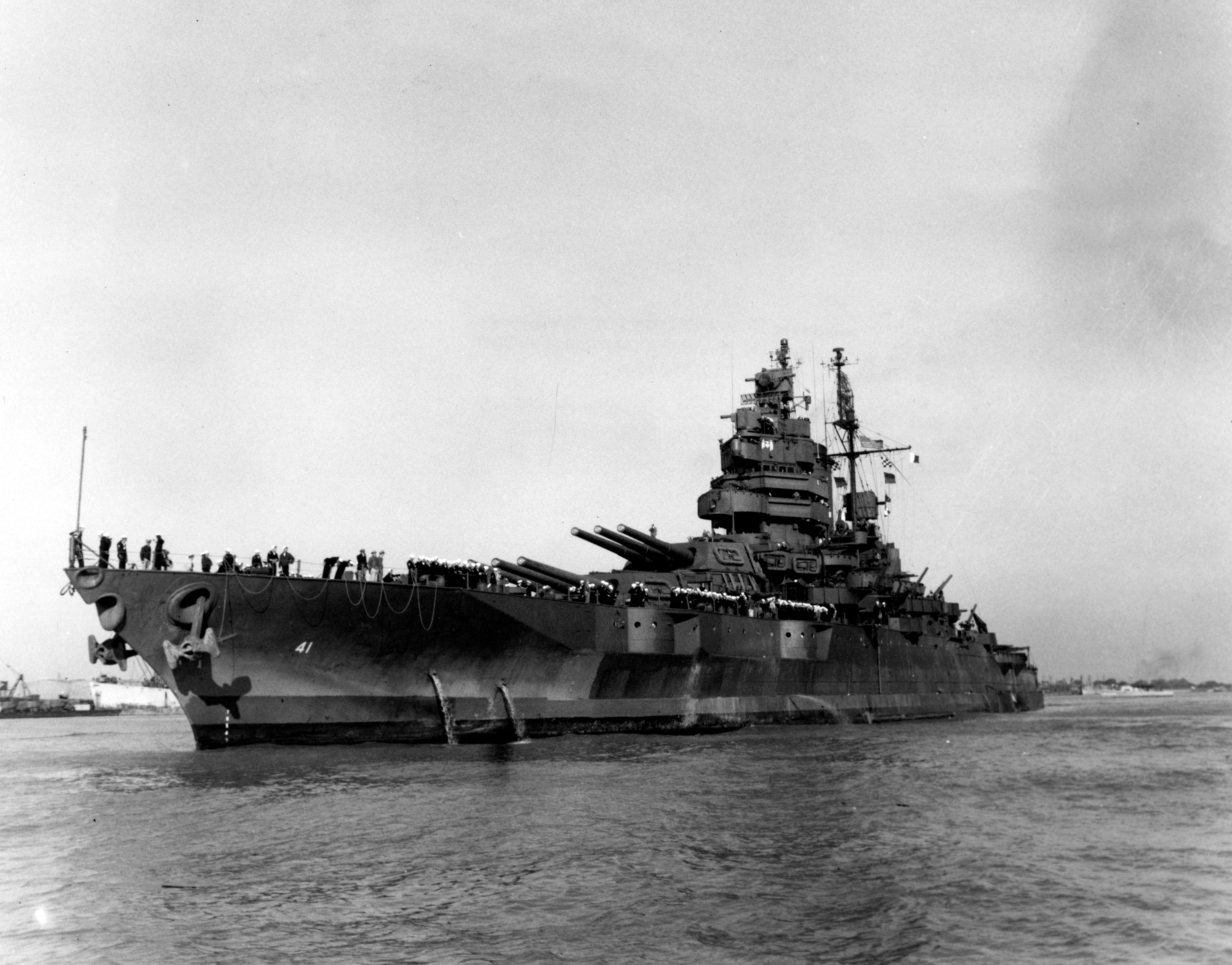
USS Mississippi na řece Mississippi 16. října 1945.

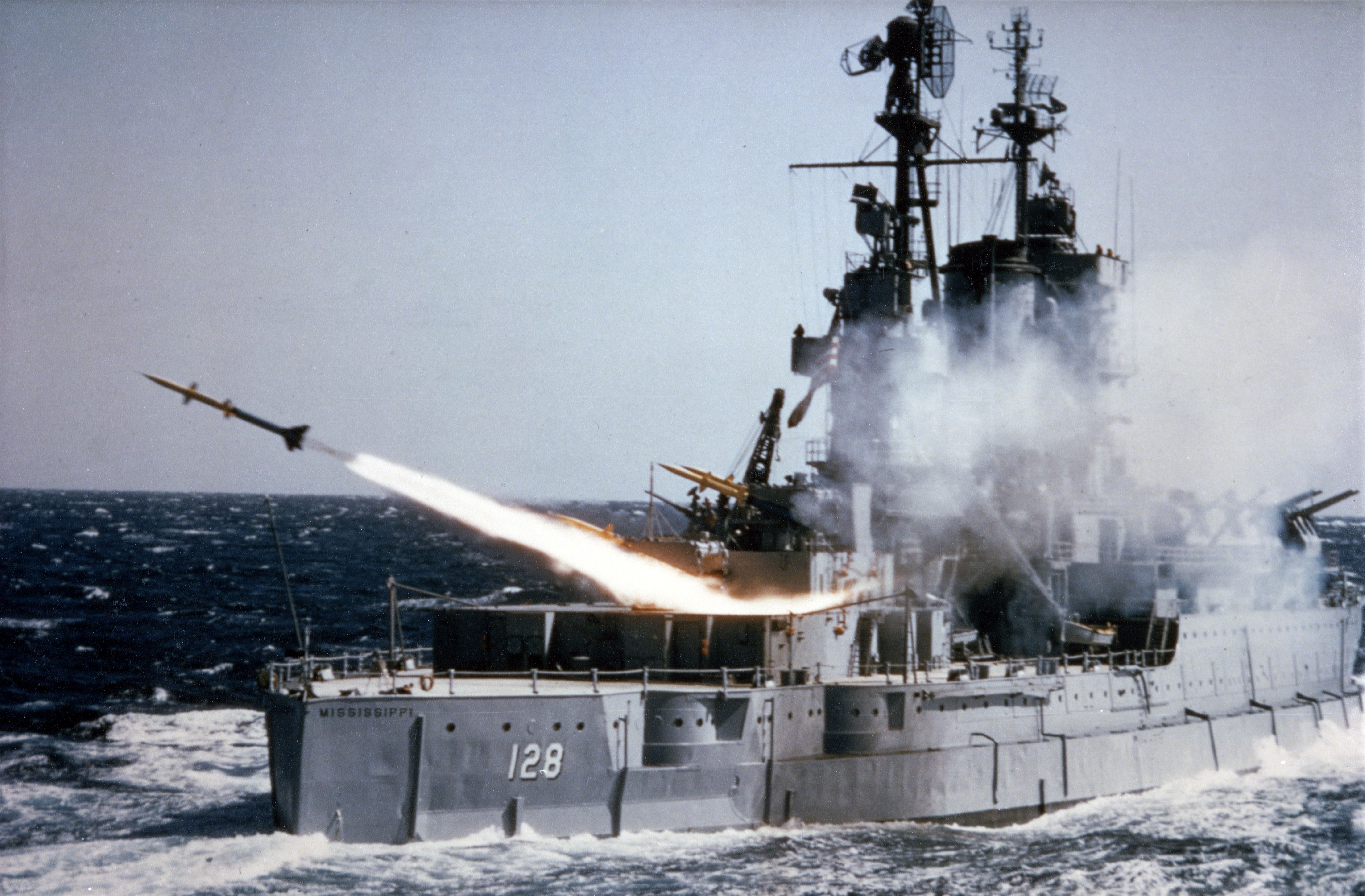
USS Mississippi odpaluje střelu Terrier během testů v letech 1953-56.

Do dění první světové války nestihla zasáhnout, protože po uvedení do služby od 22. března 1918 probíhal výcvik posádky v zálivu Guacanayabo na Kubě. O měsíc se vrátila do Hampton Roads a křižovala mezi Bostonem (Massachusetts) a New Yorkem. Zúčastnila se zimních manévrů v Karibském moři 31. ledna 1919. 19. července 1919 byla převelena z Atlantiku na západní pobřeží se základnou v San Pedro v Kalifornii, kde setrvala následující čtyři roky až do zimního cvičení v Karibiku.
Během dělostřeleckého cvičení hlavního dělostřelectva 12. června 1924 se 48 mužů po výbuchu v druhé baterii otrávilo CO2. 15. dubna 1925 vyplula ze San Francisca na válečné hry u Havaje, po kterých navštívila Austrálii. Zpět na západní americké pobřeží se vrátila 26. září 1925, kde znovu zůstala následující čtyři roky. Během tohoto období pravidelně navštěvovala karibskou a oblast Atlantského oceánu během zimních měsíců.
V loděnicích Norfolk Navy Yard absolvovala od 30. března 1931 do září 1933 modernizaci. Zvětšen byl náměr děl na 30° (delší dostřel) a stožáry trubkové konstrukce byly zrušeny. Zesíleno bylo pancéřování a protitorpédová ochrana, nainstalovány byly i protiletadlové kanóny ráže 127 mm (5 "/25) (osm kusů). Byl zvýšen výkon na 32 000 koní.
Panamským průplavem se 24. října 1934 přesunula zpět do San Pedra, kde zůstala následujících sedm let.
16. června 1941 se vrátila na východní pobřeží USA do Norfolku ve Virginii a od té doby hlídkovala v severním Atlantiku. Doprovázela konvoje z Newportu (Rhode Island) do Hvalfjorduru na Islandu. Do 28. září 1941 vykonávala na Islandu různé služby a následující dva měsíce ochraňovala lodě vzhledem ke zvýšené aktivitě ponorek Kriegsmarine.
Dva dny po útoku na Pearl Harbor opustila Island a zamířila do Pacifiku, aby nahradila ztráty způsobené tímto náletem. Ještě do konce roku stihla být posílena dalším protiletadlových dělostřelectvem: čtyřhlavňovými 40 mm a dvouhlavňovými 20mm kanóny.
27. listopadu 1945 připlula do Norfolku, kde byla 15. února 1946 překlasifikována jako výcviková a zkušební loď a dostala označení AG-128. Jako součást vývojových sil se během deseti let zúčastnila zkoušek a testování dělostřelectva, radarových prostředků, a dalších nových technologií, byly na ní převedeny zkoušky střel Terrier (střela země-vzduch) jako vůbec na první lodi 28. ledna 1953.
USS Mississippi (BB-41) byla deaktivována v Norfolku 17. září 1956, a prodána do šrotu Bethlehem Steel Company 28. listopadu téhož roku. Mississippi získala během služby ve druhé světové válce osm bojových hvězd.